# HD 129116
HD 129116 är en ensam stjärna belägen i den norra delen av stjärnbilden Kentauren som också har Bayer-beteckningen b Centauri. Den har en skenbar magnitud av ca 4,01 och är svagt synlig för blotta ögat där ljusföroreningar ej förekommer. Baserat på parallaxmätning inom Hipparcosuppdraget på ca 9,6 mas, beräknas den befinna sig på ett avstånd på ca 339 ljusår (ca 104 parsek) från solen. Den rör sig bort från solen med en heliocentrisk radialhastighet på ca 2,5 km/s. Stjärnan ingår med 93 procent sannolikhet i rörelsegruppen Sco OB2.

## Egenskaper
HD 129116 är en blå till vit stjärna i huvudserien av spektralklass B3 V. Den har en massa som är ca 6,3 solmassor, en radie som är ca 2,9 solradier och har ca 637 gånger solens utstrålning av energi från dess fotosfär vid en effektiv temperatur av ca 18 400 K.
HD 129116 har använts som en "standardstjärna" i flera fotometriska system och verkar vara ickevariabel. Den är beräknad att vara 18 miljoner år gammal och har snabb rotation med en beräknad rotationshastighet av 129 km/s.